# Mike Katz (baron Katz)
Michael David Katz, baron Katz, est un homme politique britannique et président national du Mouvement travailliste juif et pair à vie.

## Carrière
Il est conseiller du conseil municipal de Camden London Borough de 2010 à 2014. Il est candidat travailliste pour Hendon en 2017 et pour les villes de Londres et de Westminster en 2001.
Il est nommé pair à vie en décembre 2024 par le Premier ministre Keir Starmer pour le Parti travailliste,.
En 2016, il a déclaré qu'il n'avait vu aucune preuve d'antisémitisme au sein du Parti travailliste, ce pour quoi il a été critiqué par de nombreux membres de la communauté juive.